# Weltrepublik
Con Weltrepublik, nella filosofia politica, si indica un governo mondiale, che alcuni studiosi e giuristi hanno tentato di definire e descrivere sul piano teorico anche proponendo esempi di una costituzione universale.
Si tratta di un concetto che si rifà alla filosofia di Kant sulla pace universale, e che analizza l’evoluzione attuale dei sistemi politici mondiali verso il transnazionalismo di istituzioni e organizzazione internazionali come l’ONU e l’Unione europea. Al di là delle problematiche insite nell’utopia di un tale progetto questi studi sono volti ad anticipare la formulazione di un diritto universale che possa trasformare in norme giuridiche la Dichiarazione universale dei diritti umani dell’ONU (1948) e l’omologa Dichiarazione europea dei diritti dell’uomo (1950).